# Rádio Tropical Solimões
A Rádio Tropical Solimões é uma emissora de rádio brasileira da cidade de Nova Iguaçu, estado do Rio de Janeiro. Foi fundada em 19 de julho de 1956. 

## História
A Rádio Solimões de Nova Iguaçu (atual Tropical) foi autorizada a operar em caráter experimental em 17 de julho de 1956. Operava inicialmente em 1.520kHz com o prefixo ZYP-32.
Nos seus primeiros anos, dispunha de auditório e de uma equipe de radio-teatro para a recitação de peças. Cauby Peixoto chegou a fazer uma apresentação na Solimões em 1960.
Um dos nomes que participou da inauguração da rádio é Nelson Medeiros. O profissional trabalhou em outras estações, mas ficou marcado pelo trabalho na emissora da Baixada Fluminense, pela qual apresentava um programa até 2013, ano de sua morte.
Ao menos desde 1983 está sob administração da família Poubel.
Até 2002, operava na frequência 1.480kHz. A partir de 2003, passou a transmitir em 830kHz com o nome Tropical, conforme publicações da época.

## Programação
A programação é voltada especialmente para a Baixada Fluminense, com prestação de serviços, cobertura esportiva, política, notícias, programas musicais, entrevistas, debates e conteúdos religiosos.
No horário noturno, a programação (geralmente arrendada) é voltada para programas de religião (Candomblé, Umbanda, ciganos, entre outros). Tal programação religiosa está presente na emissora desde seus primeiros anos no ar.
Chegou a ter um estúdio no Centro do Rio de Janeiro na Rua Senador Dantas.